# بيل غيورين
بيل غيورين (بالإنجليزية: Bill Guerin)‏ هو لاعب هوكي الجليد أمريكي، ولد في 9 نوفمبر 1970 في ورسستر في الولايات المتحدة.

## وصلات خارجية
- بيل غيورين على موقع دوري الهوكي الوطني (الإنجليزية)
- بيل غيورين على موقع قاعة مشاهير الهوكي (لاعب أن.إتش.أل) (الإنجليزية)
- بيل غيورين على موقع EliteProspects.com (الإنجليزية)
- بيل غيورين على موقع HockeyDB.com (الإنجليزية)
- بيل غيورين على موقع Hockey-Reference.com (الإنجليزية)
- بيل غيورين على موقع أوليمبيديا (الإنجليزية)